# Liste der Gouverneure von New Mexico

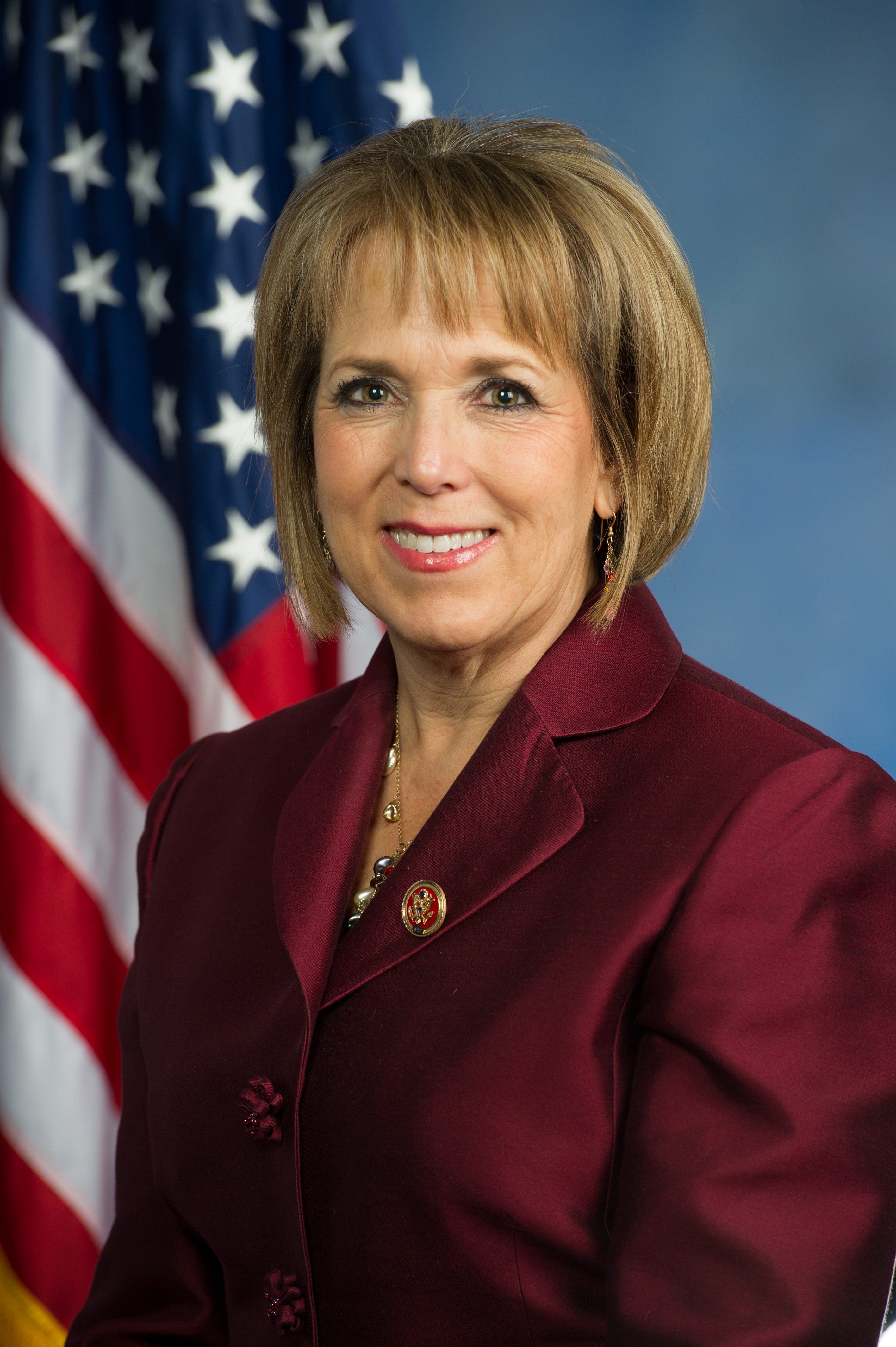
Michelle Lujan Grisham, die derzeitige Gouverneurin von New Mexico

Diese Liste führt alle Gouverneure des US-Bundesstaates New Mexico und des zuvor bestehenden New-Mexico-Territoriums sowie die von 1846 bis 1851 amtierenden Militärgouverneure auf.

## Militärgouverneure
| Name                       | Amtszeit                               |
| -------------------------- | -------------------------------------- |
| Stephen Watts Kearny       | 18. August 1846 – 26. September 1846   |
| Alexander William Doniphan | 26. September 1846 – 14. Dezember 1846 |
| Sterling Price             | 14. Dezember 1846 – 1848               |
| John MacRae Washington     | 1848–1849                              |
| John Munroe                | 1849–1851                              |

## New-Mexico-Territorium
| Name                          | Amtszeit  | Partei       |
| ----------------------------- | --------- | ------------ |
| Charles Bent                  | 1846–1847 |              |
| Donaciano Vigil               | 1847–1848 |              |
| James S. Calhoun              | 1851–1852 |              |
| Edwin Vose Sumner (interim)   | 1852      |              |
| William Carr Lane             | 1852–1853 |              |
| David Meriwether              | 1853–1857 | Demokrat     |
| Abraham Rencher               | 1857–1861 | Demokrat     |
| Henry Connelly                | 1861–1865 |              |
| William Frederick Milton Arny | 1865–1866 | Republikaner |
| Robert Byington Mitchell      | 1866–1869 |              |
| William Anderson Pile         | 1869–1871 | Republikaner |
| Marsh Giddings                | 1871–1875 | Republikaner |
| William Gillet Ritch          | 1875      |              |
| Samuel Beach Axtell           | 1875–1878 | Republikaner |
| Lewis Wallace                 | 1878–1881 |              |
| Lionel Allen Sheldon          | 1881–1885 | Republikaner |
| Edmund Gibson Ross            | 1885–1889 | Republikaner |
| LeBaron Bradford Prince       | 1889–1893 | Republikaner |
| William Taylor Thornton       | 1893–1897 | Demokrat     |
| Miguel Antonio Otero          | 1897–1906 | Republikaner |
| Herbert James Hagerman        | 1906–1907 |              |
| George Curry                  | 1907–1910 | Republikaner |
| William J. Mills              | 1910–1912 | Republikaner |

## Bundesstaat New Mexico
| Name                         | Amtszeit  | Partei         |
| ---------------------------- | --------- | -------------- |
| William Calhoun McDonald     | 1912–1917 | Demokrat       |
| Ezequiel Cabeza de Baca      | 1917      | Demokrat       |
| Washington Ellsworth Lindsey | 1917–1919 | Republikaner   |
| Octaviano Ambrosio Larrazolo | 1919–1921 | Republikaner   |
| Merritt Cramer Mechem        | 1921–1923 | Republikaner   |
| James Fielding Hinkle        | 1923–1925 | Demokrat       |
| Arthur Thomas Hannett        | 1925–1927 | Demokrat       |
| Richard Charles Dillon       | 1927–1931 | Republikaner   |
| Arthur Seligman              | 1931–1933 | Demokrat       |
| Andrew W. Hockenhull         | 1933–1935 | Republikaner   |
| Clyde K. Tingley             | 1935–1939 | Demokrat       |
| John Esten Miles             | 1939–1943 | Demokrat       |
| John Joseph Dempsey          | 1943–1947 | Demokrat       |
| Thomas Jewett Mabry          | 1947–1951 | Demokrat       |
| Edwin Leard Mechem           | 1951–1955 | Republikaner   |
| John Field Simms             | 1955–1957 | Demokrat       |
| Edwin Leard Mechem           | 1957–1959 | Republikaner   |
| John Burroughs               | 1959–1961 | Demokrat       |
| Edwin Leard Mechem           | 1961–1962 | Republikaner   |
| Thomas Felix Bolack          | 1962–1963 | Republikaner   |
| Jack M. Campbell             | 1963–1967 | Demokrat       |
| David Francis Cargo          | 1967–1971 | Republikaner   |
| Bruce King                   | 1971–1975 | Demokrat       |
| Raymond S. Apodaca           | 1975–1979 | Demokrat       |
| Bruce King                   | 1979–1983 | Demokrat       |
| Toney Anaya                  | 1983–1987 | Demokrat       |
| Garrey Edward Carruthers     | 1987–1991 | Republikaner   |
| Bruce King                   | 1991–1995 | Demokrat       |
| Gary Earl Johnson            | 1995–2003 | Republikaner   |
| William Blaine Richardson    | 2003–2011 | Demokrat       |
| Susana Martinez              | 2011–2019 | Republikanerin |
| Michelle Lujan Grisham       | 2019–     | Demokratin     |